# Tomáš Souček
Tomáš Souček (Havlíčkův Brod, 27 de fevereiro de 1995), é um futebolista checo que atua como volante ou meia central. Atualmente, joga pelo West Ham.

## Títulos

### Slavia Praga
- Campeonato Checo de Futebol: 2016–17, 2018–19
- Copa da Chéquia: 2017–18, 2018–19

### West Ham
- Liga Conferência da UEFA: 2022–23